# 宮内愛
宮内 愛（みやうち あい、1997年2月15日 - ）は、香川県出身の元女子競輪選手。日本競輪選手会香川支部所属、ホームバンクは高松競輪場。日本競輪学校（当時。以下、競輪学校）第112期生。師匠は網谷竜次（91期）。

## 経歴
中学、高校時代はソフトテニスに打ち込んでいた。高松競輪場でガールズケイリンのレースを見て感銘を受け、競輪選手を志したという。
2016年1月14日、競輪学校第112回技能試験に合格。在校競走成績は17位（0勝）。
2017年7月12日、高松競輪場でデビューし6着。
2019年1月24日引退。